# RVU

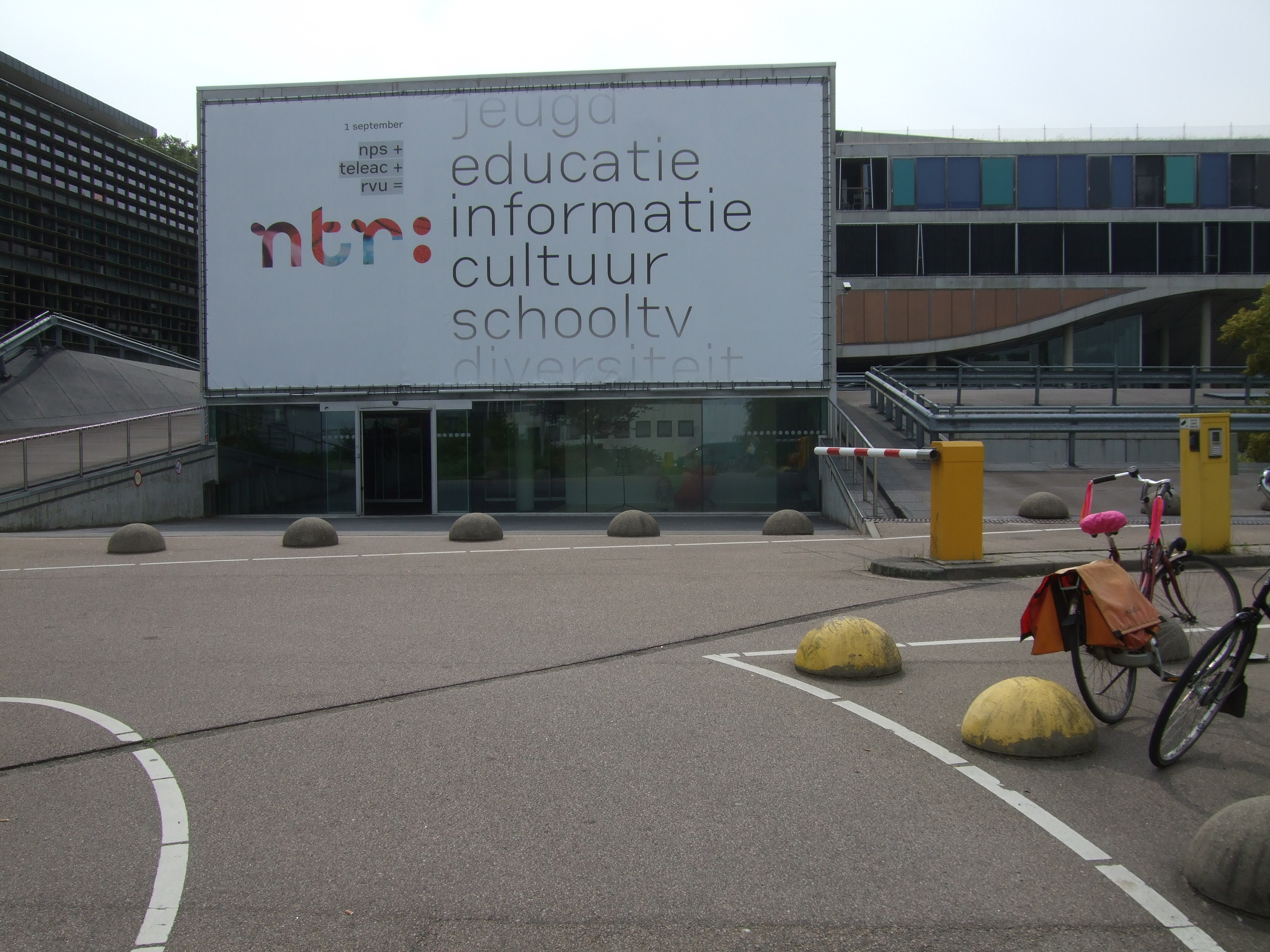
De publieke omroepen NPS, RVU en Teleac gaan verder onder de fusienaam NTR. De nieuwe omroep NTR, een samenstelling van de beginletters van de drie fusiepartners, werd op 1 juli 2010 gepresenteerd in Hilversum.

De RVU educatieve omroep was een van de omroepen zonder leden die deel uitmaakte van de Nederlandse Publieke Omroep. De omroep vormde samen met Teleac/NOT de Stichting Educatieve omroepcombinatie.
De RVU stond los van levensbeschouwing, ideologie, of religie, en wilde door middel van radio en later televisie-uitzendingen, de bewustwording, het vermogen tot zelfstandige oordeelsvorming van burgers, het (verder) ontwikkelen van vaardigheden en de persoonlijke verantwoordelijkheid van de kijkers en luisteraars bevorderen.
Vanaf 1 september 2010 is de RVU met NPS en Teleac gefuseerd tot de NTR (NPS, Teleac, RVU).

## Geschiedenis

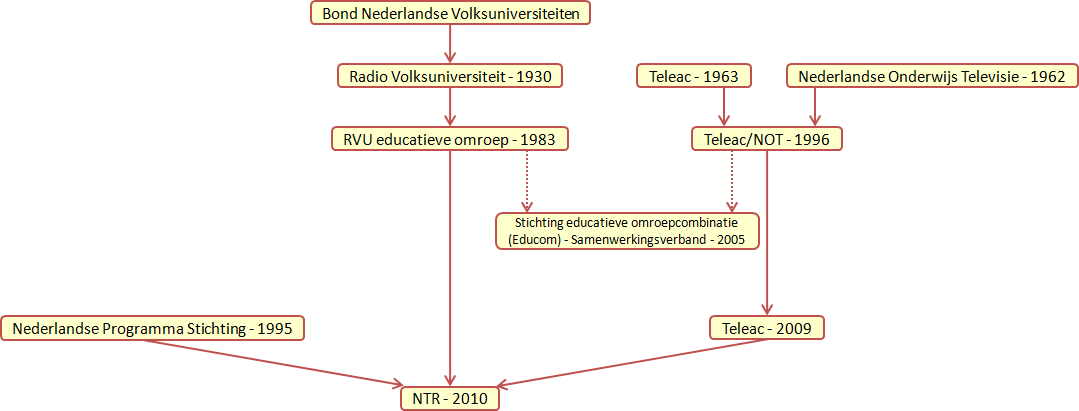
Geschiedenis RVU

De RVU was voortgekomen uit de Radio Volksuniversiteit die in 1930 werd opgericht door de Bond van Nederlandse Volksuniversiteiten. De Radio Volksuniversiteit was sinds 1932 in de lucht. Gedurende de crisisjaren speelde Ida van Dugteren van de Rotterdamse Volksuniversiteit een belangrijke rol bij de instandhouding van de RVU. Radio-uitzendingen van de RVU werden bij herhaling gecensureerd, en de RVU werd aangevallen door de NSB, die de organisatie tot bolsjewistische mantelorganisatie bestempelde. In maart 1941 werden alle Nederlandse radiostations door de Duitse bezetter opgeheven. Na de Tweede Wereldoorlog zond de RVU weer uit. In 1983 werd het eerste televisieprogramma uitgezonden en werd de naam RVU gewijzigd in RVU educatieve omroep.

## Televisie
- Keuringsdienst van Waarde, consumentenprogramma (werd later uitgezonden door de KRO respectievelijk KRO-NCRV).
- Mooie woorden, sociolinguïstische programmaserie over het ge(mis)bruik van de Nederlandse taal door Theo Uittenbogaard en Hanneke Houtkoop.
- Het grote complot, programma van Paul Jan van de Wint en Rob Muntz.
- God bestaat niet, programma van Paul Jan van de Wint en Rob Muntz.
- Terug op de werkvloer, directeuren en bestuursvoorzitters terug op de werkvloer.
- Club van 100, club voor mensen die echt iets over hebben voor elkaar.
- Haring en Stof, filosofische programma's over vragenschap, gepresenteerd door Bas Haring.
- Er was eens... (Il était une fois...), educatieve tekenfilms over wetenschap.

### Overgenomen door de NTR
De programma's die na de fusie door de NTR werden of worden uitgezonden zijn:
- De wilde keuken, een programma gepresenteerd door Wouter Klootwijk.
- Voor elkaar, het programma onderzoekt waarom men niet zomaar een onbekende te hulp schiet. En wat er gebeurt als men het wél zou doen.
- Tante in Marokko, programma over Marokkaanse Nederlanders op weg naar hun vakantie in Marokko.
- Klootwijk aan Zee, een consumentenprogramma over vis, gepresenteerd door Wouter Klootwijk.

## Radio
Op de radio zond de RVU en zendt nu de NTR uit op Radio 1 en Radio 5 Nostalgia met Pavlov en Familie Nederland. In Familie Nederland laat presentator Ben Kolster luisteraars hun herinneringen vertellen.